# Космическая эра

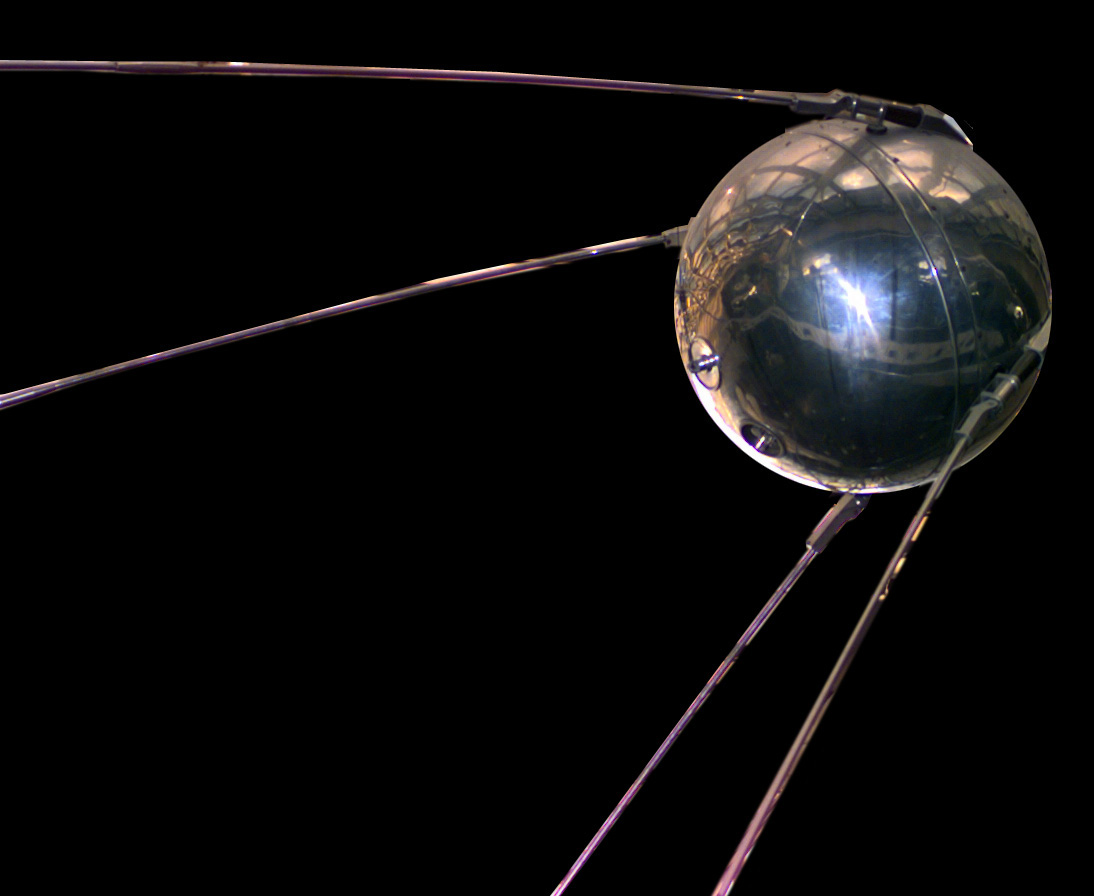
Запуск спутника "Спутник-1" ознаменовал начало эры освоения космоса.

Космическая эра (англ. Space age) — исторический период, охватывающий деятельность, связанную с космической гонкой, освоением космоса и космическими технологиями, а также культурными сдвигами, повлиявшими на эти события. Эра началась 4 октября 1957 года со стартом «Спутника-1», первого искусственного объекта в космосе, и продолжается в настоящее время.
Этот период характеризуется смещением акцента в некоторых областях исследования и применения космоса. Сначала США и Советский Союз вложили беспрецедентное количество ресурсов и времени в совершенствование рекордов и завоевание первенства в достижении основных целей как пилотируемой, так и беспилотной космонавтики. Америка основала Национальное управление по аэронавтике и исследованию космического пространства (англ. NASA), а СССР начал собственную космическую программу. Затем соревнование уступило место кооперации между нациями с акцентом на научных исследованиях Вселенной и её коммерческому использованию.
Другие страны также стали осваивать космическое пространство. Ими были созданы такие организации, как Европейское космическое агентство, Японское агентство аэрокосмических исследований, Индийская организация космических исследований и Китайское национальное космическое управление. После распада СССР и образования России космическую программу была продолжена под эгидой «Роскосмоса».
В начале 2020-х годов ряд журналистов охарактеризовали «новой космической эрой» возрождение инноваций и публичный интерес к освоению космоса, наряду с коммерческим пользованием низкой околоземной орбиты и более дальних расстояний. «Новая эра» характеризуется так называемой «Гонкой миллиардеров» в освоении сферы пилотируемых частных полётов, включая космический туризм и межпланетные путешествия.

## Периодизация
Периодизация космической эры может варьироваться с некоторыми отличиями первой космической эры от второй, разделённых на рубеже 1980-х и 1990-х годов.

## Ход событий

### Фундаментальные разработки для суборбитальных космических полетов
Некоторые суборбитальные полёты случились задолго до запуска «Спутника». В июне 1944 года немецкая ракета «Фау-2» стала первым искусственным объектом в космосе, пусть и побывала там недолго. В марте 1926 года пионер ракетостроения Роберт Годдард представил миру первую ракету на жидком топливе, хотя космического пространства она так и не достигла. Испытания немецкой ракеты «Фау-2» происходили в секретности, публике о них не сообщали. К тому же, запуски в Германии, наряду с последующими проведёнными СССР наряду с Соединёнными Штатами в конце 1940-х — начале 1950-х испытаниями метеорологических ракет, не представляют особого интереса в контексте освоения космоса — орбиты ракеты не достигли.
Достаточно мощной для достижения орбиты также можно считать межконтинентальный баллистический снаряд, способный доставить боеголовку в любую точку Земли. По утверждению ряда комментаторов, именно поэтому орбитальный стандарт используется для определения начала космической эры.

### С 1957 до 1970-х/80-х: Соперничество
Основная статья: Космическая гонка
С космической гонки началась эра освоения космоса. Это было соревнование между Америкой и СССР, начавшееся 4 октября 1957 года с запуска первого искусственного спутника Земли «Спутник-1». Запуск произошёл во время Международного геофизического года. Спутник весил 83,6 кг и обогнул планету за 98 минут.
Эта гонка привела к быстрому прогрессу в ракетостроении, материаловедении и других областях. Одним из мотивирующих факторов развития космической отрасли был милитаризм. С окончанием Второй Мировой обе державы состязались в ядерном вооружении. Обе страны использовали учёных Германии и их наработки в области ракетостроения для своих космических программ. Преимущества в авиации и ракетостроении, необходимые для систем доставки, рассматривались как необходимые для обеспечения национальной безопасности и политического превосходства.
Соперничество СССР и США в эпоху Холодной войны — одна из причин, по которой началась космическая гонка. С тех пор космическая эра продолжается, генерируя научные знания и инновации, создавая рынки и соглашения между космическими державами. Ещё одна причина продолжать покорение космоса — защита Земли от внеземных объектов, таких как кометы и астероиды. Многие технологии, разработанные для исследования космоса, сепарировались и нашли дополнительное применение (например, Memory Foam).
Эксплорер-1, первый искусственный спутник Земли, созданный в США, был запущен в 1958 году. В том же году Дуайт Эйзенхауэр основал NASA.
Перед первой попыткой полета человека за пределы планеты в открытый космос были запущены различные животные, чтобы выявить потенциальные пагубные последствия высоких перегрузок при взлете и посадке, микрогравитации и радиационного облучения на больших высотах.
Космическая гонка достигла своего пика с программой «Аполлон», захватившей умы по всему миру. С 1961 по 1964 бюджет НАСА был увеличен практически на 500 процентов, и лунная программа в итоге вовлекла в себя около 34 000 сотрудников НАСА и 375 000 сотрудников промышленных и университетских подрядчиков. Советский Союз приступил к реализации собственной программы высадки на Луну, которую он публично не признавал, отчасти из-за внутренних споров о её необходимости, отчасти из-за смерти в январе 1966 годаСергея Королёва, главного инженера советской космической программы. Приземление «Аполлона-11» в прямом эфире наблюдало более полумиллиарда людей. Позже этот момент был признан как определивший весь XX век.
Последним крупным шагом в космической гонке между СССР и США стали программы «Скайлэб» и «Салют», в рамках которых были созданы первые космические станции для США и СССР на околоземной орбите после прекращения лунных программ обеих стран. После завершения программы «Аполлон» полеты с экипажами из Соединенных Штатов были редкостью и прекратились, когда программа «Шаттл» была готова к запуску.
Космическая гонка закончилась в 1975 году, когда начался испытательный проект «Аполлон–Союз», положивший начало периоду американо–советского сотрудничества. Советский Союз продолжал использовать космический корабль «Союз». Программа шаттлов восстановила космические полеты в США после программы «Скайлэб», но катастрофа космического челнока «Челленджер» в 1986 году ознаменовала значительное сокращение числа запусков шаттлов с экипажами. После катастрофы НАСА приостановило полеты всех шаттлов из соображений безопасности до 1988 года. В течение 1990-х годов финансирование космических программ резко сократилось, поскольку отвечавшие за освоение космоса структуры распались вместе с СССР, и у НАСА больше не было прямых конкурентов. Сотрудничество продолжилось в более существенном формате в программе «Шаттл–Мир» и её продолжении — Международной космической станции.

### Космос становится доступнее
Участие в космических полётах частных компаний и других стран, помимо Советского Союза и Соединенных Штатов,  было с самого начала развития космонавтики. В 1962 году был запущен первый частный искусственный спутник, а в 1965 году Франция стала третьей страной с космической программой. Вскоре после наступления космической эры международное сообщество начало вести переговоры о специальном международном праве, регулирующем космическую деятельность. В 1970-х годах Советский Союз начал приглашать другие страны отправлять своих космонавтов в рамках советской программы «Интеркосмос», а Соединенные Штаты начали включать женщин и людей разных рас в свою программу астронавтов.
Первый обмен информацией между Соединенными Штатами и Советским Союзом был официально оформлен в соглашении Драйдена–Благонравова 1962 года, предусматривавшем сотрудничество в областях обмена данными с метеорологических спутников, изучения магнитного поля Земли и совместного слежения за воздушным спутником НАСА Echo II. В 1963 году Джон Кеннеди заинтересовал Никиту Хрущёва проектом совместного экипажа для посадки на Луну. Но после убийства Кеннеди и смещения Хрущёва с поста генсека соревнование между двумя космическими державами только усилилось, поэтому вопрос сотрудничества перестали поднимать из-за военного и дипломатического напряжения.
Позже Соединенные Штаты и Советский Союз постепенно начали обмениваться информацией и участвовать в совместных программах, особенно в свете разработки стандартов безопасности с 1970 года, создании совместно разработанных стандартов стыковки APAS-75 и более поздних версий. Наиболее важно то, что это означало окончание первой фазы космической эры и космической гонки, благодаря «рукопожатию в космосе», заложившему основы для программы «Мир-Шаттл», и, в конце концов, создания МКС.
Кроме того, международному сотрудничеству и международной организации космических полетов способствовало то, что все большее число стран достигали возможностей для космических полетов, а к 1980-м годам был создан частный сектор космических полетов, который был представлен Европейским космическим агентством. Это позволило сформировать международную и коммерческую экономику космических полетов после окончания космической гонки.
Эта все более скоординированная диверсификация сохранялась до начала усиления конкуренции с 2010-х годов и особенно с начала 2020-х годов.

### 2010-е — настоящее: соревнования «нового космоса»
В начале 21 века был учрежден конкурс Ansari X Prize, призванный дать толчок развитию частных космических полетов. Победивший в 2004 году SpaceShipOne стал первым космическим кораблем, не финансируемым государственным учреждением.
В настоящее время в нескольких странах существуют космические программы — от проектов в области смежных технологий до полноценных космических программ с пусковыми установками. Сегодня используется множество научных и коммерческих спутников, на орбите находятся тысячи спутников, и несколько стран планируют отправить человека в космос. Некоторые из присоединившихся к этой новой гонке стран — Франция, Индия, Китай, Израиль и Великобритания — уже используют спутники наблюдения. Есть несколько других стран с менее масштабными космическими программами, включая Бразилию, Германию, Украину и Испанию.
Что касается космической программы Соединенных Штатов, то в 2011 году прошли последние полёты в рамках программы «Спейс шаттл». С тех пор НАСА полагалось на Россию и SpaceX в доставке американских астронавтов на Международную космическую станцию и обратно. В настоящее время НАСА строит «Орион», капсулу для экипажа в дальнем космосе. Цель НАСА при создании этой капсулы — доставить людей на Марс. Строительство космического корабля «Орион» должно быть завершено в течение 2020-х годов. НАСА надеется, что эта миссия «откроет новую эру освоения космоса».
Другой немаловажный для нынешней космической эры фактор — приватизация космических полётов. Крупной частной компанией, занимающейся космическими полетами, является SpaceX, которая стала владельцем одной из самых мощных в мире действующих ракет-носителей, запустив в 2018 году Falcon Heavy. Илон Маск, основатель и генеральный директор SpaceX, обозначил целью создание на Марсе к 2050 году колонии на миллион человек. Для достижения этой цели компания разрабатывает ракету-носитель Starship. После миссии Demo-2 для NASA в 2020 году, в ходе которой SpaceX впервые отправила астронавтов на Международную космическую станцию, компания сохранила возможность орбитальных полетов человека в космос.
Основатель Blue Origin, дочерней компании Amazon, Джефф Безос разрабатывает ракеты для использования в космическом туризме, коммерческих запусках спутников и возможных полётах на Луну и за её пределы. Компания Ричарда Брэнсона Virgin Galactic сосредоточена на запуске ракет для космического туризма. Её упразднённый филиал, Virgin Orbit, запускает небольшие спутники с воздуха с помощью ракеты LauncherOne. Другая компания, запускающая небольшие спутники, Rocket Lab, разработала ракету Electron и спутниковую шину Photon для отправки космических аппаратов дальше в Солнечную систему, компания также планирует представить более крупную ракету-носитель Neutron в 2025 году.

Илон Маск заявил, что главная причина, по которой он основал SpaceX, заключается в том, чтобы расселить человека по другим планетам, и в качестве причин приводит обеспечение долгосрочного продолжения существования нашего вида и защиту «света сознания». По его словам,
Вам хочется просыпаться утром и думать, что будущее будет прекрасным — и это всё, что стоит за космической цивилизацией. Это о вере в будущее и надежде на то, что завтрашний день будет счастливее вчерашнего. Для меня нет ничего более будоражащего, чем быть сейчас не здесь, а где-то посреди звёзд.
Космическая эра вернулась в реальную жизнь запуском системы космических стартов НАСА во время миссии Артемида-I 16 ноября 2022 года. Это ознаменовало первый за почти 50 лет полёт на Луну предназначенного для людей космического корабля, а также возвращение способности Соединенных Штатов доставлять астронавтов на Луну с помощью системы космического запуска и «Ориона». Дополнительные цели на 2020-е годы включают завершение строительства «Лунных врат», первой космической станции человечества вокруг Луны, и первую со времен «Аполлона» высадку экипажа на Луну с Артемидой-III.
Армия США также присоединилась к новой космической эре, создав Космические силы США в конце 2019 года. Воздушно-космические силы РФ были созданы в 2015 году на базе Военно-воздушных сил и основанных в 2011 году Войск воздушно-космической обороны.